# رود اوابه
رود اوابه (به لاتین: Oyabe River) یک رود در ژاپن است که در استان تویاما واقع شده‌است.